# Nu sunt om de știință
„Nu sunt om de știință” este o expresie care a fost folosită de unii politicieni americani, în special de cei din Partidul Republican și Partidul Libertarian, atunci când au fost întrebați despre un subiect științific, cum ar fi încălzirea globală, sau vârsta Pământului. Utilizarea expresiei în sensul relevant datează cel puțin de la Ronald Reagan; printre politicienii care au folosit expresia se numără John Boehner, Rick Scott⁠(d), Marco Rubio, Bobby Jindal⁠(d) și Mitch McConnell. Ea a fost criticată de Coral Davenport, care a scris pentru The New York Times și de Steven Benen de la Rachel Maddow Show⁠(d) și a fost satirizată de Stephen Colbert din The Colbert Report⁠(d).
Președintele Barack Obama a subliniat fraza în discursul său din 2015 privind starea Uniunii⁠(d), spunând:
I-am auzit pe unii oameni încercând să se ferească de dovezi [ale schimbărilor climatice globale] spunând că nu sunt oameni de știință; că nu avem suficiente informații pentru a acționa. Ei bine, nici eu nu sunt om de știință. Dar știți ce, cunosc o mulțime de oameni de știință foarte buni la NASA, la NOAA și la marile noastre universități. Toți cei mai buni oameni de știință din lume ne spun că activitățile noastre schimbă clima și, dacă nu acționăm cu fermitate, vom continua să asistăm la creșterea nivelului oceanelor, la valuri de căldură mai lungi și mai fierbinți, la secete și inundații periculoase și la perturbări masive care pot declanșa migrații și conflicte și foamete pe tot globul.
Ford O'Connell, un strateg republican și activist conservator, a susținut că fraza „nu va fi un câștigător în domeniul prezidențial” pentru candidații republicani.
Comentând fenomenul, jurnalistul Dan Rather⁠(d) a deplâns atitudinea antiștiințifică⁠(d) pe care o denotă, dar a afirmat că această poziție nu era evidentă doar în rândul republicanilor, ci în întreaga societate americană. El a dat vina pe mass-media pentru slaba lor acoperire a științei și pentru prezentarea unei false echivalențe⁠(d) între consensul științific⁠(d) și negarea schimbărilor climatice⁠(d).